# إيالة الروملي
إيالة الروملي (بالتركية العثمانية: ایالت روم ایلی)(بالتركية: Rumeli Eyaleti) أو (بالتركية: Rumeli Beylerbeyliği)، هي أول إيالة تُنشأها الدولة العثمانية، تأسست عام 1362م في عهد السلطان مراد الأول، وهي تغطي اليوم أجزاء من أراضي دول البلقان وكانت مساحتها في القرن التاسع عشر تناهز 124,630 كم مربع.  تعد إيالة الروملي المقاطعة الأكثر امتيازًا من المقاطعات الأخرى، وكان النظام في الدولة العثمانية أنه في حال ترقية بيلربي الأناضول، يُصبح بيلربي الروملي، وفي حال ترقية بيلربي الروملي ، يُصبح وزيرًا في الدولة العثمانية.
في المصطلح العثماني، كانت "روم إيلى" تشير إلى الجزء الأوروبي من الدولة العثمانية الذي فتحته من أيدي البيزنطيين، وهذا يشمل البلقان: تراقيا، ومقدونيا، وبلغاريا، وألبانيا، وصربيا، والبوسنة وغيرها.

## تاريخها
تأسست مقاطعة الروملي بأمر السلطان مراد الأول عام 1362م وكان مركزها أدرنة  لإدارة الأراضي التي ضمتها الدولة العثمانية خلال فتوحاتها في شبه جزيرة البلقان، وهي منطقة جغرافية كبيرة تضم بدو تانري طاغى (بالتركية: Tanrıdağı) وكوجاجيك (بالتركية: Kocacık) ونالدوكين (بالتركية: Naldöken) وقوجه حمزة (بالتركية: Koca Hamza) وفيزه (بالتركية: Vize) وأوفچا بولو (بالتركية: Ofçabolu). 
كان أول حاكم لها هو لالا شاهين باشا (بالتركية: Lala Şahin Paşa)، ثم تولي المنصب من بعده قره تيمورتاش باشا (بالتركية: Lala Şahin Paşa) عام 1375م. 
ظلت إيالة الروملي هي المقاطعة الوحيدة في التنظيم الإداري للدولة العثمانية حتى إنشاء إيالة الأناضول عام 1393م.
كان مركز إيالة الروملي هو العاصمة العثمانية أدرنة  في البداية، ثم بلوفديف (في بلغاريا حالياً) لفترة من الوقت، وفي عام 1382م أصبحت صوفيا (في بلغاريا حالياً) مركز الإيالة.
تأسست إيالة بودا عام 1541م في جزء من أراضي إيالة الروملي، وقبل ذلك، كانت جميع الأراضي في شبه جزيرة البلقان متصلة بإيالة الروملي.
تأسست إيالة البوسنة في البوسنة ومحيطها عام 1560م، ثم تأسست مقاطعة سيليسترا (بالتركية: Silistre Eyaleti) عام 1599م، وبعدها أصبحت نيش (بالتركية: Silistre Eyaleti) وفيدين إيالتين.
في عام 1826م، قُسِّمت الإدارة إلى أربع إيالات: إيالة سالونيك، وإيالة يانيه، وإيالة ماناستير، وإيالة أدرنة.

## التسمية
تعود تسمية الإيالة باللغة العثمانية "روم ايلى" إلى
- روم: تعني "الروم"، والمقصود بها الأراضي الرومية نسبة للشعب الرومي أبناء الإمبراطورية البيزنطية وهم الرومان الشرقيون الناطقون باليونانية، واسم الإيالة يُنسب إليهم.

- إيلي / إيلى: مأخوذة من الكلمة التركية القديمة "el" أو "il" التي تعني "البلاد" أو "المنطقة" أو "الإقليم".

وعليه يمكن ترجمة الاسم للعربية حرفيا إلى "بلاد الروم" أو "إقليم الروم".